# Marshall (Comtat de Dane)
Marshall és una població del Comtat de Dane a l'estat de Wisconsin (Estats Units d'Amèrica).

## Demografia
Segons el Cens dels Estats Units del 2000 tenia 3.432 habitants, 1.266 habitatges, i 929 famílies. La densitat de població era de 779,5 habitants per km².
Dels 1.266 habitatges en un 42,3% hi vivien nens de menys de 18 anys, en un 58,1% hi vivien parelles casades, en un 11,3% dones solteres, i en un 26,6% no eren unitats familiars. En el 21,1% dels habitatges hi vivien persones soles el 8,1% de les quals corresponia a persones de 65 anys o més que vivien soles. El nombre mitjà de persones vivint en cada habitatge era de 2,69 i el nombre mitjà de persones que vivien en cada família era de 3,14.
Per edats la població es repartia de la següent manera: un 30,7% tenia menys de 18 anys, un 6,6% entre 18 i 24, un 33,3% entre 25 i 44, un 18,9% de 45 a 60 i un 10,4% 65 anys o més.
L'edat mediana era de 32 anys. Per cada 100 dones de 18 o més anys hi havia 93 homes.
La renda mediana per habitatge era de 46.141 $ i la renda mediana per família de 51.691 $. Els homes tenien una renda mediana de 35.037 $ mentre que les dones 24.720 $. La renda per capita de la població era de 19.042 $. Aproximadament el 2,7% de les famílies i el 4,1% de la població estaven per davall del llindar de pobresa.

## Poblacions properes
El següent diagrama mostra les poblacions més properes.